# Amancio Cid
Amancio Cid (1936) è un ex calciatore argentino, di ruolo attaccante.

## Carriera
Dal 1965 al 1967 gioca con i cadetti argentini dell'Arsenal Sarandí.
Nel 1968 si trasferì negli Stati Uniti d'America per giocare con i Cleveland Stokers, con cui raggiunse le semifinali della prima edizione della NASL. In totale ha giocato 19 incontri, segnando 12 reti.
Terminata l'esperienza nordamericana torna all'Arsenal, per poi passare nell'Argentino (Q).